# 子宮收縮
子宮收縮（uterine contraction）是子宫肌层的肌肉收缩。

## 月經週期
在月經週期中，子宮經常會收縮，收縮只出現在子宮肌層的子宮內膜。在卵泡期初期，收縮會是每分鐘一次或是兩次，持續10至15分鐘，振幅約只有30 mmHg，在排卵時的頻率增加到每分鐘三次到四次，在黃體期時其頻率及振幅都會下降，可能是有利於受精卵着床。
若沒有着床，收縮的頻率仍然很慢，但其振幅會劇烈增加到50至200 mmHg，在月經時會產生類似分娩的收縮，即為經痛。收縮的過程會很不舒服甚至會疼痛，疼痛程度會比分娩時要輕很多。熱水袋或是運動可能會緩解。
目前有推測，可以用子宫肌层肌球蛋白表達的變化，來推測月經週期時子宮收縮的方向。

## 分娩時

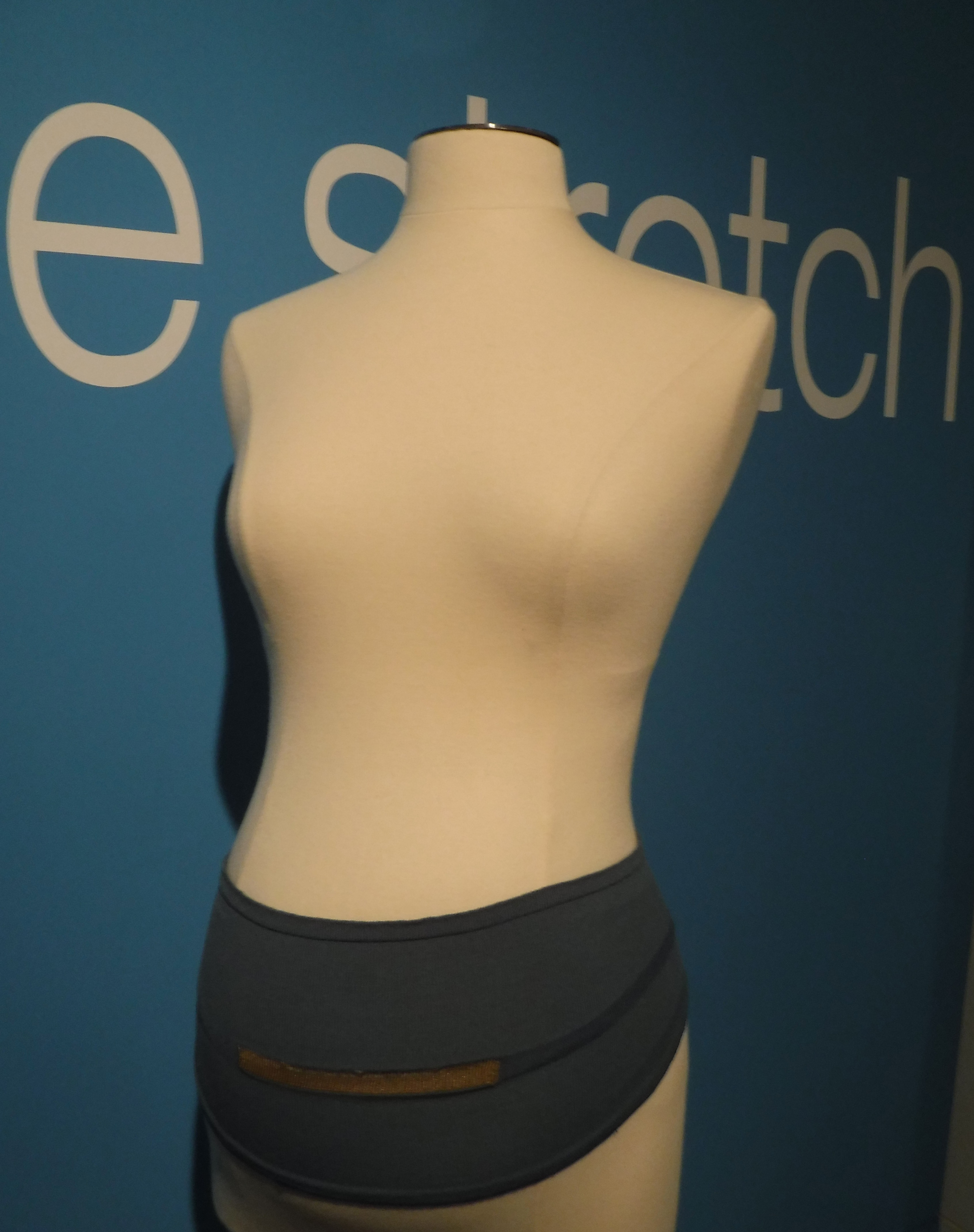
帶導電線和RFID芯片的針織肚帶，用於監測收縮情況

分娩時的收縮是指子宮的運動，是分娩過程的第一階段。子宮收縮及是因為催产素釋放到體內所導致。收縮的時間會隨著分娩過程而越長。
在真正分娩前，孕婦會有布拉克斯頓希克斯收縮的症狀，也稱為假性宫缩。
因為每一個懷孕的情形都不同，在試圖減輕疼痛時，需要先詢問過醫師、接生員或其他專業醫護人員。有些減輕疼痛的方法可能會對產婦或是嬰兒有害，或是讓疼痛變嚴重，或是加長分娩時間。
分婏時的子宮收縮可以用胎心監護器來監視，胎心監護器會固定在產婦的皮膚，甚至直接在胎兒的頭皮上。使子宮壁一部份變平的壓力和內部壓力有關，因此可以作為估計。
卓克索大學正在研發一種監控裝置，是在肚帶有加上導電線，纖維會因為子宮收縮而伸展，發送訊號，送到RFID晶片傳送資料出來。

## 高潮時
在女性性高潮時，子宮及阴道都會收縮，不是所有女性都會注意到收縮的情形。